# 巴勒拿骚
巴勒拿骚（荷蘭語發音：[ˌbaːrlə ˈnɑsʌu] ⓘ）是荷蘭北布拉班特省一个市镇，面积76.29平方千米，人口6,899人（2021年1月1日）。

## 概述

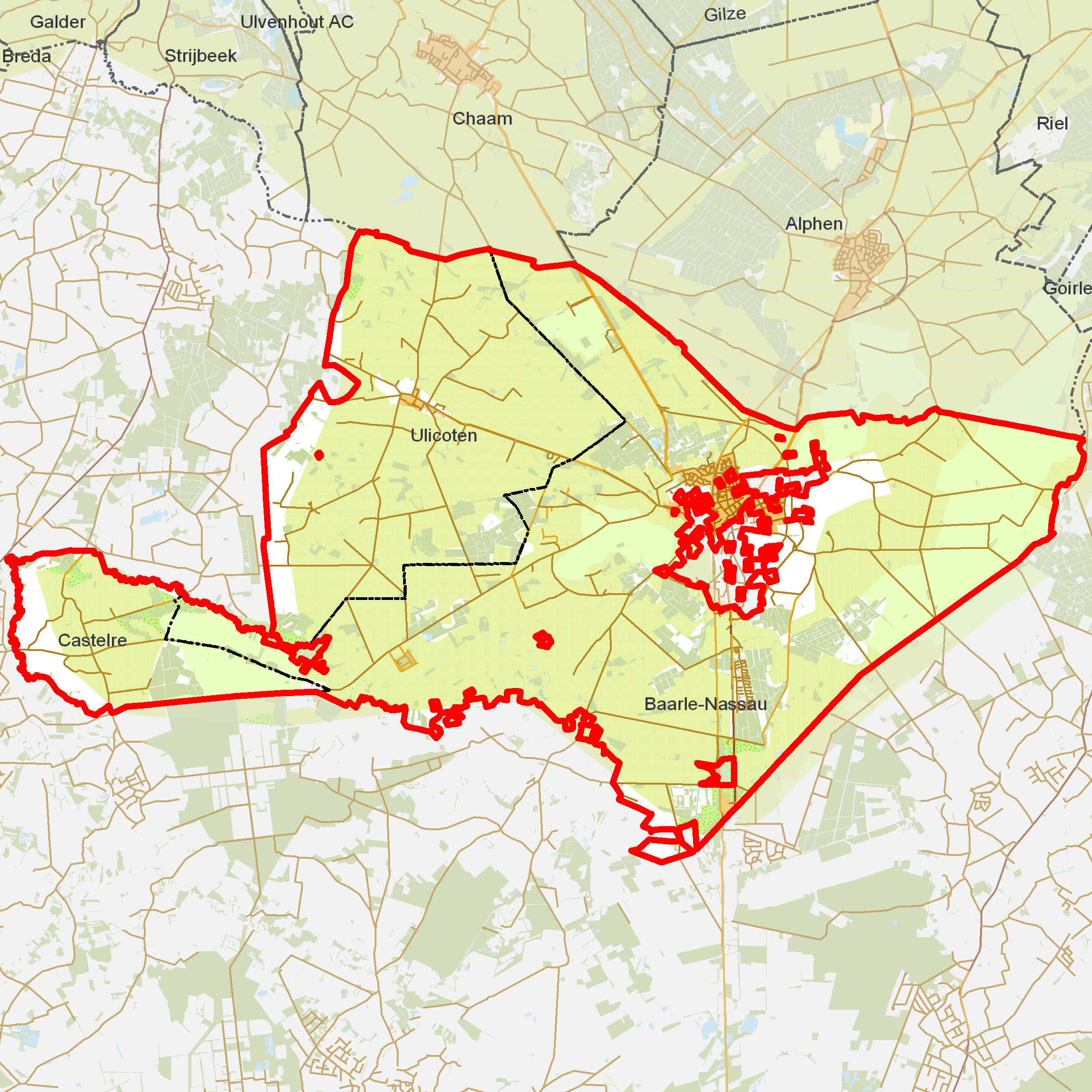
巴勒地區劃分為屬於比利時的巴勒海托赫鎮（Baarle-Hertog）和屬於荷蘭的巴勒拿骚鎮（Baarle-Nassau）

巴勒地區劃分為屬於荷蘭的巴勒拿骚鎮和屬於比利時的巴勒海托赫鎮。巴勒拿骚涵蓋比利時巴勒海托赫的飛地。巴勒海托赫飛地包含了26個分別的領地。在部份比利時飛地內還有七個荷蘭飛地。

## 歷史

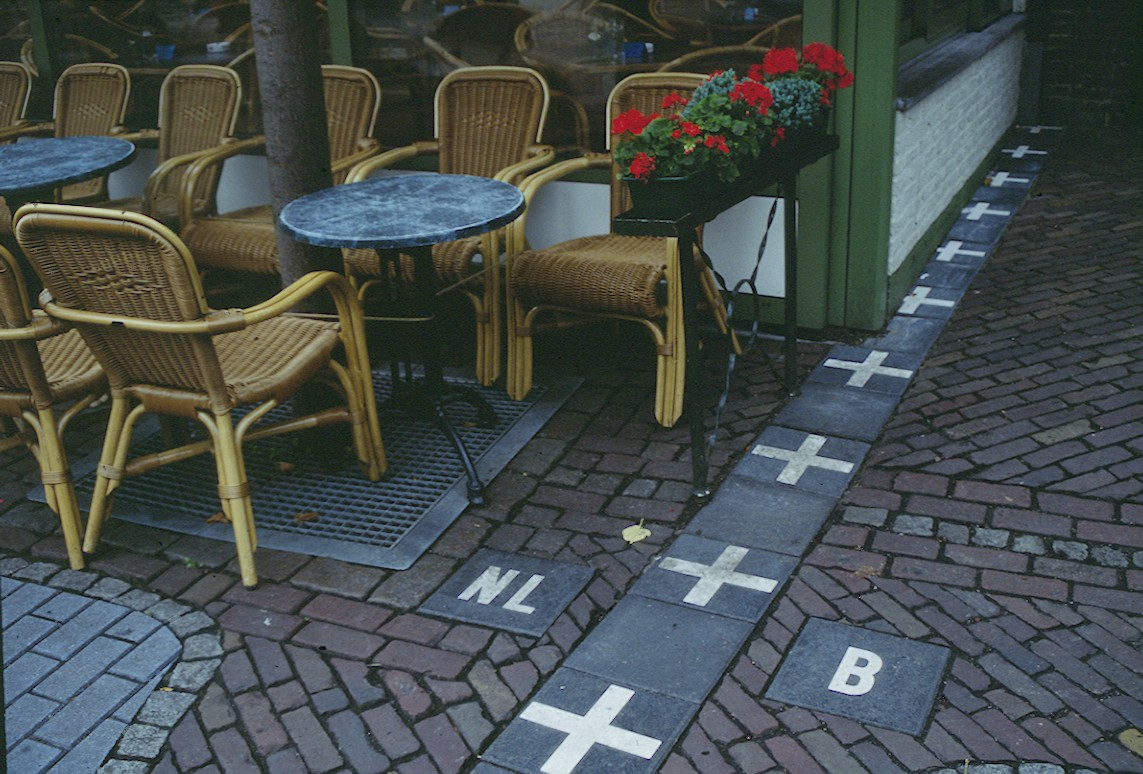
於巴勒拿骚的比荷國界，NL處為荷蘭，B處為比利時

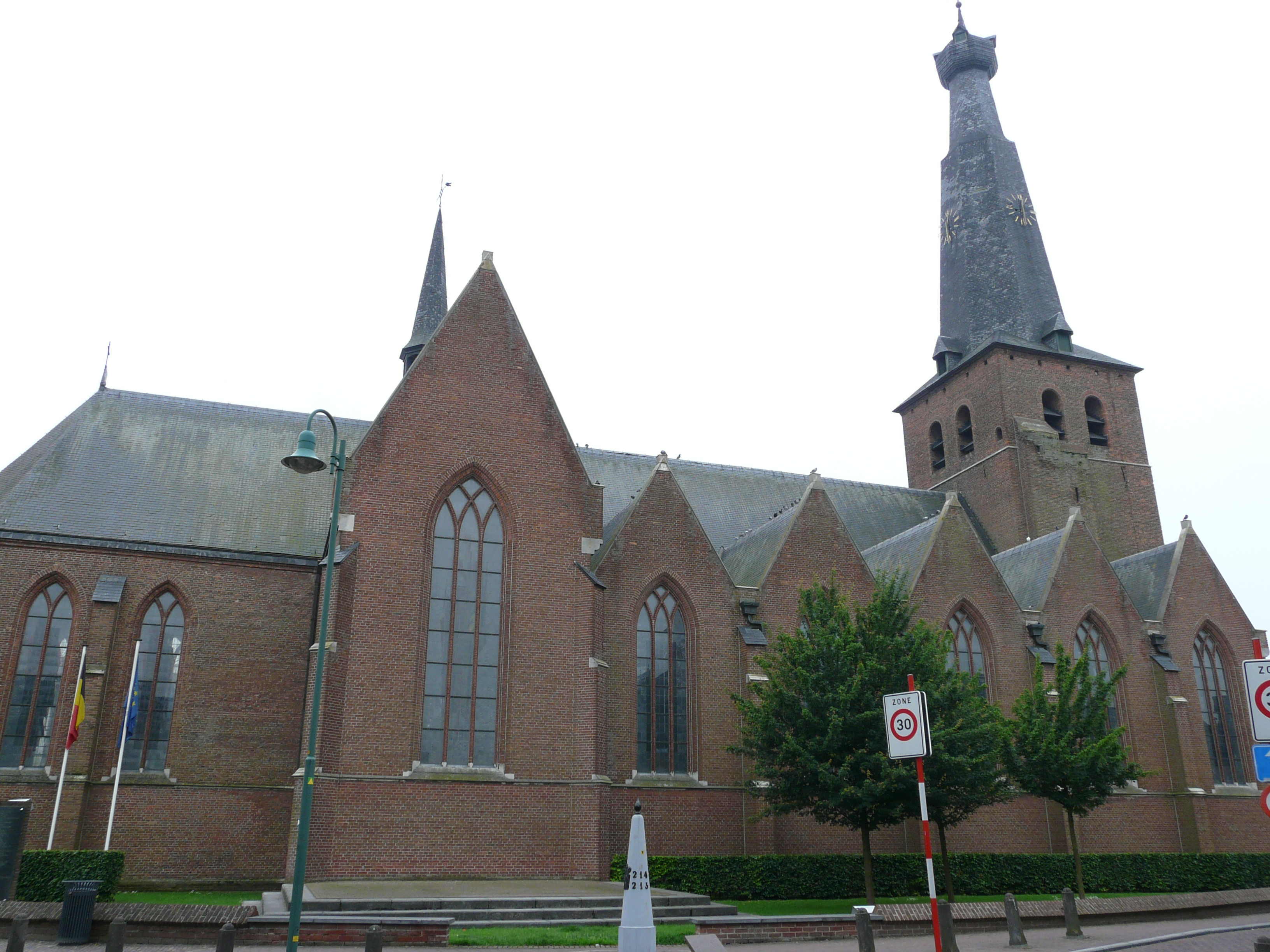
聖雷米吉烏斯教堂

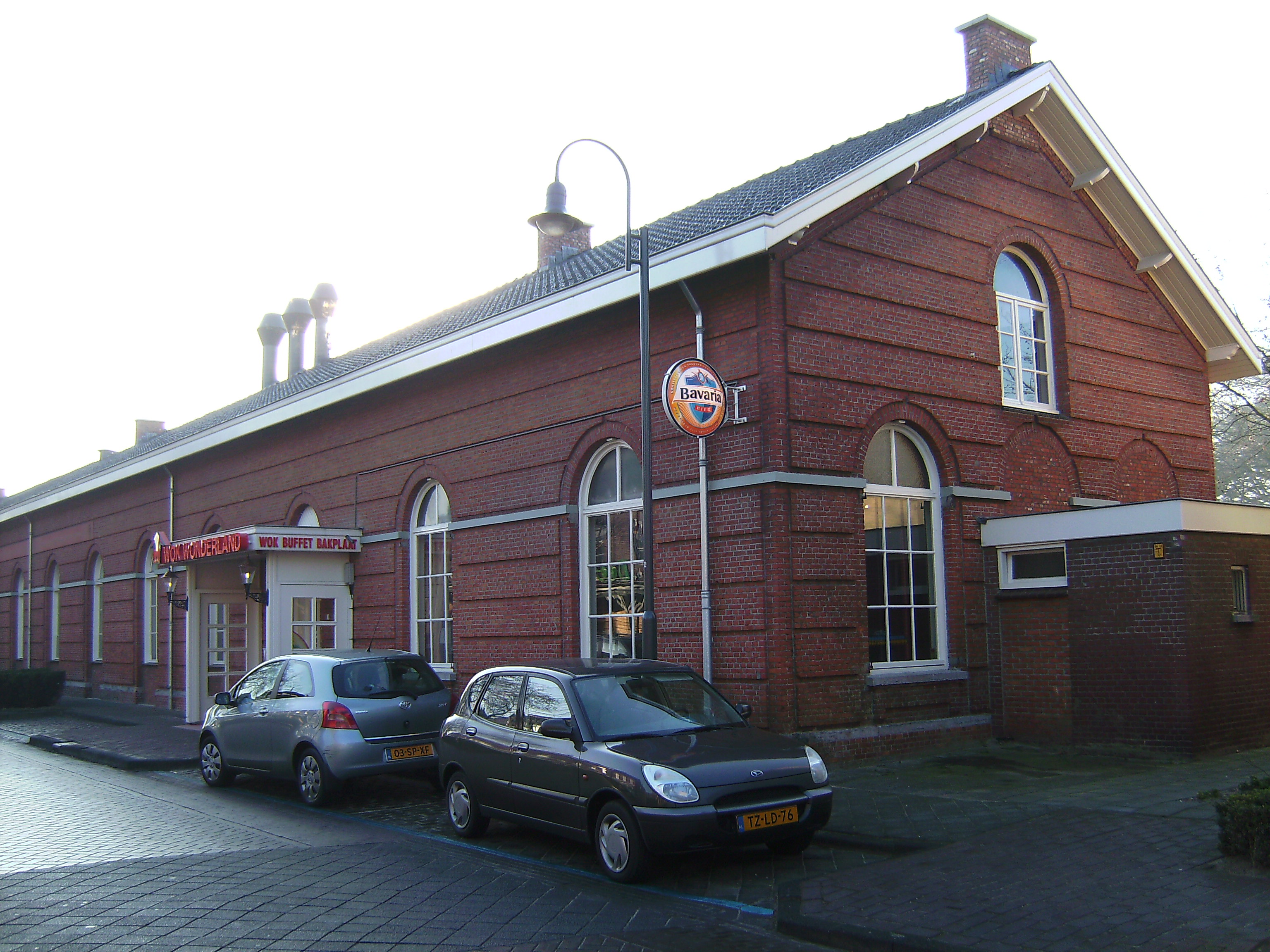
停止運作的火車站

起初，巴勒拿骚是屬於布拉班特公国，並且仍然沒有任何飛地存在。而當時的布拉班特公国位於今荷蘭北布拉班特省以及比利時安特卫普、弗拉芒-布拉班特省、瓦隆-布拉班特省和布鲁塞尔。於1430年，布拉班特公国絕嗣，被勃艮第公國吞併。後來，其統治權被轉入哈布斯堡王朝手中，由此開始衍生出飛地問題。
巴勒拿骚存在著這樣複雜的邊界和飛地現象源自中世紀一連串複雜的條約、土地爭議以及布雷达地主和布拉班特公爵間的土地轉售。一般来说，當時農業用途的土地都被轉售予布拉班特公爵，而其他用途的土地則被轉售予布雷达地主。在1839年荷蘭與比利時的分立穩定下來後，兩国就決定要為一切邊界爭議作出最終裁決。這些爭議最終於1843年為马斯特里赫特条约所解決。
在過去的800年期間，有多次機會讓巴勒拿骚的飛地問題不復存在，但當時的領主均沒有消除這些飛地。
在1327年至1334年期間，布雷达並沒有地主。因此，全部土地均為布拉班特公爵所控制。但公爵並沒有消除飛地。1388年，布拉班特公爵為了籌得戰爭經費，決定將巴勒拿骚的飛地全部售予布雷达地主。雖然布雷达地主購買了這些飛地，但公爵最終並沒有履行承諾，事件也不了了之。
1648年，隨著明斯特和約的簽定，結束了西班牙與荷蘭之間的戰爭。雖然巴勒拿骚可以統一，但是因歷史因素，巴勒拿骚被劃入北荷蘭，而巴勒海托赫則被劃入南荷蘭（今比利時）。
1785年，荷兰與约瑟夫二世簽定了楓丹白露條約，並決定將巴勒海托赫飛地劃入荷蘭。但因為當地居民的抗議，這些飛地最終沒有消失。
1830年，荷兰作出了行政區劃的改革。當時，巴勒拿骚可以吞併這些飛地。但是隨著比利時的起義爆發，巴勒拿骚的統一計劃被擱置，而最終因比利時獨立而不能統一。
1843年，荷兰與比利時簽定马斯特里赫特条约，從而解決領土紛爭。雖然荷蘭可以割讓一些領土來收回所有巴勒拿骚中的飛地，但最終因邊界劃定問題而沒有執行。
1996年，荷兰與比利時均進行自治市結合的行動。雖然荷兰與比利時有意讓面積小的巴勒海托赫和巴勒拿骚結合，但公民投票結果顯示人們並不想統一它們。因此政府並沒有進行統一，令到巴勒海托赫和巴勒拿骚成為了兩國人口最小的自治市。

## 地理
除了比利時位於梅克斯普拉斯北部的巴勒海托赫主要部份（名為宗德艾亨 (Zondereigen) ）外，比利時還有22個在巴勒拿骚的飛地，以及三個在比荷邊界上。而另一方面，荷蘭的巴勒拿骚則有七個飛地位於桑迪拉根最大的飛地內，而剩下來的一個飛地則位於桑迪拉根第二大的飛地內。因此，全部巴勒拿骚飛地皆位於桑迪拉根內。比利时飛地中最小的一個，即H12，面積為2632平方米。
為了讓遊客清楚明白自己身處哪一國，以及為了保障他們的利益，所有巴勒拿骚內的比荷疆界均會用標記和铁针標示出疆界的位置。這樣一來，遊客就能明白自己身在比利時的巴勒海托赫內或荷蘭的巴勒拿骚內。參考门牌号码也可以分辨出自己身處哪一國。通常而言，位於比利時和荷蘭境內的建築的门牌号码都有不同的字體，而且在门牌号码旁都會附有該國國旗。

於巴勒拿骚的比荷國界圖，白色為荷蘭，黃色為比利時

### 地點
- 巴勒海托赫  人口：5,330
- 于利科滕 人口：1,110
- 卡斯拉里 人口：140[10]

## 外部連結
- 巴勒拿骚官方網站 （页面存档备份，存于） （荷兰文）
- 巴勒海托赫官方網站 （页面存档备份，存于） （荷兰文）
- 巴勒拿骚飛地與地圖 （页面存档备份，存于）
- H-22的圖，巴勒海托赫最小的飛地 （页面存档备份，存于）
- 巴勒海托赫和巴勒拿骚 （页面存档备份，存于） 和地圖
- 巴勒海托赫和巴勒拿骚的圖片
- 巴勒拿骚英語介紹網站
- 巴勒海托赫和巴勒拿骚的荷蘭語網站
- 巴勒海托赫和巴勒拿骚邊界圖
- 巴勒拿骚的详细地图 （页面存档备份，存于）

51°27′N 4°56′E / 51.450°N 4.933°E